# Haitianisch-sri-lankische Beziehungen
Die haitianisch-sri-lankischen Beziehungen beschreiben das bilaterale Verhältnis zwischen der Republik Haiti einerseits und der Demokratischen Sozialistischen Republik Sri Lanka andererseits.
Die im Jahr 1804 von Frankreich unabhängig gewordene Republik Haiti und das im Jahr 1948 vom Vereinigten Königreich in die Unabhängigkeit entlassene Sri Lanka unterhalten seit 2012 diplomatische Beziehungen.
Die diesbezügliche gemeinsame Erklärung wurde am 14. Dezember 2012 von den Ständigen Vertretern beider Staaten bei den Vereinten Nationen in New York unterzeichnet.
Es wurden keine diplomatischen Vertretungen im jeweils anderen Land eingerichtet. Der Botschafter Sri Lankas in Kuba ist in Haiti nebenakkreditiert. Ferner ist ein Honorarkonsul von Sri Lanka in Haiti bestellt und in Pétionville ansässig.
Sri Lanka beteiligte sich mit einem 700 bis 900 Soldaten starken Kontingent an der Stabilisierungsmission der Vereinten Nationen in Haiti (MINUSTAH; 2004 bis 2017). Im Jahr 2007 kam es zu der Rückversetzung von rund 100 Soldaten in ihre Heimat, womit die MINUSTAH auf behauptete sexuelle Übergriffe reagierte.
Nach dem verheerenden Erdbeben in Haiti 2010 trug das Blauhelmkontingent Sri Lankas in verschiedenen Bereichen zur akuten Nothilfe bei.
Die zweitgrößte Gruppe von Arbeitsmigranten aus Sri Lanka in der Region der Karibik befindet sich in Haiti. Einige Fabriken, vor allem im Industriepark von Caracol im Nordosten des Landes, werden von Unternehmen aus Sri Lanka betrieben. Während der COVID-19-Pandemie vermittelte die Botschaft Sri Lankas in Havanna im Jahr 2020 die Unterstützung ihrer Landsleute durch ein medizinisches Team aus Kuba.
Seit der Formalisierung der Beziehungen im Dezember 2012 war im politischen und im kulturellen Bereich eine Vertiefung der bilateralen Zusammenarbeit nicht zu beobachten. Auf internationaler Ebene verfolgen die beiden Länder aufgrund ihrer geografischen Gegebenheiten als Inselstaaten in vulnerablen Klimazonen durchweg gemeinsame Ziele.